# Bain national de Plombières-les-Bains
Le Bain national est un établissement thermal situé à Plombières-les-Bains dans le département français des Vosges en Lorraine.
C'est un établissement de bains du XIXe siècle. Le bâtiment de la rue Liétard est protégé en tant que monument historique depuis 2001. 

## Historique
Les bains ont été construits sur le site de l'ancien couvent de capucins Sainte-Barbe fondé en 1649 par François du Chesne, qui a disparu en 1791 pendant la Révolution française au cours de la sécularisation. Les bâtiments conventuels vendus en 1794 furent transformés en distillerie et en brasserie puis détruits en 1811 après leur acquisition par l'État.
Le constructeur et architecte Nicolas Grillot s'est vu attribuer le contrat pour ce bâtiment construit de 1812 à 1819, qui a été agrandi au cours du XIXe siècle avec des extensions structurelles et un jardin en terrasse.
En 1930, l'architecte Robert Danis propose une reconstruction du bâtiment, à l'exception de la façade principale, afin de répondre aux attentes des utilisateurs dans un contexte de concurrences des autres villes thermales. En 1931, des travaux de captage des eaux minérales sont réalisés, apportant des informations sur les aménagements hydrauliques de l'époque gallo-romaine. 
De 1932 à 1935, sous la direction de Robert Danis, l'intérieur du bâtiment a été entièrement reconstruit, tout en conservant la façade, en l'adaptant aux besoins de l'époque moderne.
La dernière rénovation a eu lieu en 1998-1999.

## Architecture
La façade classiciste, la structure du toit et les mosaïques sur les murs et le sol de la salle des pompes sont protégées en tant que monuments historiques.  